# ماتیاس یونگ
ماتیاس یونگ (آلمانی: Mathias Jung؛ زادهٔ ۱۷ دسامبر ۱۹۵۸) ورزشکار دوگانه اهل آلمان بود.